# Abisara atlas
Abisara atlas är en fjärilsart som beskrevs av De Nicéville 1895. Abisara atlas ingår i släktet Abisara och familjen Riodinidae. Inga underarter finns listade i Catalogue of Life.